# NK Sloga Guber
NK Sloga je bivši bosanskohercegovački nogometni klub iz Gubera kod Livna.

## Povijest
Klub je osnovan nakon 1959. godine. Po osnivanju, igrao je u ligi Livanjskog nogometnog podsaveza (1959. – 1963.). Tijekom 1970-ih i početkom 1980-ih Sloga je igrala u Hercegovačkoj zoni.
U sezoni 1984./85. pod nazivom Sloga Cincar osvajaju Međuopćinsku ligu Mostara te sljedećih godina igraju u južnoj skupini Regionalne lige BiH.